# Fortí del Pla de la Bandera
El Fortí del Pla de la Bandera és una obra de Ripoll protegida com a Bé Cultural d'Interès Local.

## Descripció
Construcció de caràcter militar que van fer les forces liberals establertes a Ripoll durant la primera guerra carlina per defensar la vila. El fortí és una torre de planta circular, de la que en queda la part inferior, amb dos contraforts. El fortí té un radi intern de 1,80 m, i extern de 2,90 m; el perímetre intern d'11,31m i l'amplada dels murs és d'1,10 m. Els murs tenen una alçada aproximada d'1,70m -1,85m.